# Macaranga klaineana
Macaranga klaineana là một loài thực vật có hoa trong họ Đại kích. Loài này được Pierre ex Prain mô tả khoa học đầu tiên năm 1912.